# 剣術少女和泉令と無人島 〜お家の掟だ…お前と子作りに励んでやる〜
『剣術少女和泉令と無人島 〜お家の掟だ…お前と子作りに励んでやる〜』（けんじゅつしょうじょいずみれいとむじんとう おいえのおきてだ おまえとこづくりにはげんでやる）は、日本のアダルトゲームブランド・Nornがダウンロード版を2008年4月25日、パッケージ版を2008年5月16日に発売した18禁アドベンチャーゲーム。

## 概要
Nornの多くの作品と同様、主人公とヒロイン1人が子作りに励む内容となっている。選択肢は1箇所のみ存在するが、途中のイベントが変化するだけでエンディングには影響しない。2009年にDVDPG版（イーアンツ販売）が萌えゲーアワードで優秀賞を受賞した。
本作のヒロイン・和泉令（声 - 小倉結衣）は「お堅い性格の女剣士」というキャラクター類型で、後に同ブランドから発売された『剣術教師と婚前子作り合宿』の千葉葵や『少女剣士秋月蓮の押しかけ孕嫁生活』の秋月蓮などに先駆けたキャラクターである。2011年には、令と母親の和泉雅（声 - 美澄すい）が登場する続編『サムライ母娘と孕ませ同棲生活 〜甘エロママとツン初心娘どっちと子作り!?〜』が発売された。ただし『サムライ母娘と孕ませ同棲生活』は主人公こそ本作と同じ屋島誠司だがストーリーは本作と繋がっておらず、パラレルワールドとして扱われている。

## ストーリー
屋島流剣術師範の後継者である屋島誠司は父親から無人島での他流試合を命じられる。他流試合の相手は屋島流と並ぶ名門・和泉流剣術の使い手であるクールな美少女・和泉令だった。誠司は手強い剣さばきの令を相手に辛くも勝利を収めるが、敗北した令は覚悟を決めた表情で「自分より強い相手の子を為すのが家の掟だ」と言って誠司に処女を捧げ、迎えが来るまで子作りに励むことになってしまう。

## スタッフ
- 原画 - 綾瀬はづき
- シナリオ - leimonZ

## 要求スペック
- OS - Windows 98以降
- CPU - Celeron333MHz以上
- 必要メモリ - 64MB
- 推奨メモリ - 128MB
- 解像度 - 800×600（High color以上）
- DirectX - DirectX7.0以上
- デバイス - マウス（キーボード未対応）